# Список депутатов Верховного Совета Туркменской ССР 9-го созыва
Список депутатов Верховного Совета Туркменской ССР 9-го созыва
Депутаты Верховного Совета Туркменской ССР 9-го созыва работали с 1975 по 1980 годы.
Всего 300 депутатов.
| # А Б В Г Д Е Ё Ж З И К Л М Н О П Р С Т У Ф Х Ц Ч Ш Щ Э Ю Я |

## А
1. Абаев, Геок   Красноводская область
2. Абдуллаев, Рахим   Марыйская область
3. Абдуллаева, Джумагёзел   Марыйская область
4. Абрамов, Владимир Ефремович  Ашхабад
5. Абрамова, Римма Артёмовна  Красноводская область
6. Агамурадова, Акбеги   Марыйская область
7. Адамбаева, Огулдурды   Ташаузская область
8. Айдогдыева, Огулнур Аннамурадовна  Марыйская область
9. Аймамедов, Ата   Марыйская область
10. Акгаев, Ата   Марыйская область
11. Акиева, Курбангёзел   Марыйская область
12. Акмамедов, Бяшим   Марыйская область
13. Акмурадова, Ольга Курбановна  Ашхабад
14. Аллаева, Акназик   Марыйская область
15. Аллаков, Байрамали   Марыйская область
16. Алламурадов, Аганияз   Чарджоуская область
17. Алтыев, Керим   Ашхабад
18. Алтымухамедов, Алламурад   Ашхабадская область
19. Аманалиев, Ходжаберды   Ашхабад
20. Аманбердыев, Карберды   Красноводская область
21. Амангельдыева, Джумасултан   Марыйская область
22. Амандурдыева, Алма   Ашхабад
23. Аманмурадова, Огулнияз   Марыйская область
24. Аманова, Таджигёзел   Марыйская область
25. Аннаев, Рахмет Аллакулович  Чарджоуская область
26. Аннаев, Реджеп   Марыйская область
27. Аннаева, Шемшат   Ашхабад
28. Аннакулиев, Керим Ягмурович  Ташаузская область
29. Аннакурбанов, Чары   Ташаузская область
30. Анналиев, Абды Анналиевич  Марыйская область
31. Анналыев, Гарлы   Марыйская область
32. Анналиев, Чары   Марыйская область
33. Аннамурадов, Аманмурад   Ашхабад
34. Аннамурадова, Марал   Ашхабад
35. Аннанурова, Сахрагул   Ташаузская область
36. Аразклычев, Чоши   Ташаузская область
37. Аракелова, Лилия Ивановна  Ашхабад
38. Аринин, Виктор Иванович  Ашхабад
39. Асланов, Александр Израилович  Ташаузская область
40. Атабаев, Сазак   Марыйская область
41. Атаджанов, Какалы   Марыйская область
42. Атаев, Кандым   Марыйская область
43. Атаев, Нурмеред   Ашхабад
44. Атаев, Таджи   Ташаузская область
45. Атаев, Чары   Марыйская область
46. Атаева, Байрамгул   Ташаузская область
47. Атаева, Огулсапар   Марыйская область
48. Атдаев, Ходжамухаммед   Ашхабад
49. Ахмедяров, Керим   Ашхабадская область
50. Ачилов, Нурулла   Чарджоуская область
51. Ачилов, Сапар   Чарджоуская область
52. Ачилова, Миневер   Чарджоуская область
53. Аширова, Анабиби   Ташаузская область

## Б
1. Бабаев, Агаджан   Чарджоуская область
2. Бабаев, Аманмурад   Марыйская область
3. Бабаев, Салых   Ашхабадская область
4. Бабаева, Тазегул   Ташаузская область
5. Бабамурадов, Кадыр   Чарджоуская область
6. Бабенко, Пётр Иванович  Марыйская область
7. Бабкин, Александр Николаевич  Чарджоуская область
8. Баграмов, Сергей Георгиевич  Красноводская область
9. Бадаев, Мамед Бадаевич Марыйская область
10. Байджаев, Байрам   Марыйская область
11. Байназарова, Мамаджан   Ашхабадская область
12. Байрамдурдыев, Ораздурды   Ашхабадская область
13. Байрамсахатов, Нурсахат   Марыйская область
14. Балтаев, Хемра   Марыйская область
15. Бегджанов, Ёлдаш   Ташаузская область
16. Бегназаров, Мурадназар   Ашхабадская область
17. Бекиев, Илмурад   Ташаузская область
18. Бердыев, Какалы   Ашхабадская область
19. Бердыев, Ходжаберды   Ашхабадская область
20. Бердыев, Язберды   Марыйская область
21. Бердыева, Огулшекер   Марыйская область
22. Беркелиев, Сапарклыч   Красноводская область
23. Беркенова, Турсин   Красноводская область
24. Бочаров, Олег Иванович  Ашхабадская область
25. Брюшков, Иван Владимирович  Марыйская область

## В
1. Вдовенко, Николай Михайлович  Ташаузская область
2. Виноградов, Лев Сергеевич  Чарджоуская область

## Г
1. Гаврилов, Михаил Андреевич  Марыйская область
2. Гапуров, Мухамедназар Гапурович Ашхабад
3. Гельдыев, Бяшим   Красноводская область
4. Глазкова, Мария Фёдоровна  Красноводская область
5. Гриб, Виктор Николаевич  Ашхабад
6. Гукасов, Сергей Багратович  Чарджоуская область

## Д
1. Дадашев, Шейхали Алескерович  Красноводская область
2. Данатаров, Меред   Ашхабадская область
3. Дёмина, Елена Васильевна  Марыйская область
4. Джарылгапов, Смагул   Красноводская область
5. Джумабаева, Шемсие   Чарджоуская область
6. Джумагельдыева, Акгул   Ашхабад
7. Джумагельдыева, Энеш   Ташаузская область
8. Джумаев, Дадебай   Ташаузская область
9. Довлетова, Бибинияз Джораевна  Чарджоуская область
10. Довлетова, Салия   Ташаузская область
11. Довлыев, Аллаберды   Ашхабадская область
12. Довранова, Марал   Чарджоуская область
13. Долгов, Поликарп Семёнович  Чарджоуская область
14. Дурдыев, Аман Атаевич  Марыйская область
15. Дурдыев, Амангельды   Марыйская область
16. Дурдыев, Карли Марыйская область
17. Дурдыев, Худайберды   Ашхабадская область
18. Дурдыева, Амангёзел   Ашхабадская область
19. Дурдыназаров, Тачдурды   Красноводская область
20. Дурдыниязова, Аширтувак Кулиевна  Красноводская область

## ЕЁ
1. Ёллыев, Анна   Красноводская область
2. Ерёмин, Николай Николаевич Ашхабад
3. Есин, Кузьма Аввакумович  Чарджоуская область

## Ж
1. Жабакова, Галина Михайловна  Чарджоуская область
2. Жуленёв, Вячеслав Фёдорович  Ташаузская область

## З
1. Зубрилин, Алексей Фёдорович  Красноводская область

## И
1. Иванов, Владимир Степанович  Чарджоуская область
2. Игдиров, Ёлдаш   Чарджоуская область
3. Илюшкин, Валентин Петрович  Ташаузская область
4. Ишанкулиев, Аннаораз   Ашхабадская область

## К
1. Калиев, Бердыкули   Ашхабадская область
2. Капанов, Сахат   Ашхабадская область
3. Караджаева, Гёзел   Ашхабад
4. Караев, Халмурад Караевич Ашхабад
5. Караева, Курбангул   Ташаузская область
6. Каррыева, Роза Мамедовна  Ташаузская область
7. Карягдыев, Бегмурад   Ашхабадская область
8. Карягдыева, Бибитувак   Марыйская область
9. Керими, Бегенч Шемсетдинович  Чарджоуская область
10. Клычдурдыев, Дурдымурад   Марыйская область
11. Клычев, Аннамухаммед  Красноводская область
12. Ключев, Константин Константинович  Красноводская область
13. Комекова, Аксултан   Ашхабад
14. Куванджов, Клыч   Красноводская область
15. Куламова, Курбанбике   Марыйская область
16. Курбанбаева, Энеджан   Ташаузская область
17. Курбангельдыев, Ходжамурад   Ташаузская область
18. Курбаннепесов, Керим   Чарджоуская область
19. Курбанов, Джумамурад   Ташаузская область
20. Курбанов, Мурзе   Марыйская область
21. Курбанова, Абадан Дурдыевна  Ашхабад
22. Курбанова, Ханипе   Ташаузская область
23. Курило, Виктор Михайлович  Ашхабадская область
24. Куртгельдыев, Мамед Гельдыевич  Чарджоуская область
25. Кутлымурадова, Анарджан   Ташаузская область

## Л
1. Лащёнов, Владимир Васильевич  Ташаузская область

## М
1. Макаркин, Николай Владимирович  Чарджоуская область
2. Максимов, Юрий Павлович  ашхабад
3. Максудов, Расим Яхьевич  ашхабад
4. Мальцева, Надежда Дмитриевна  Чарджоуская область
5. Мамедкулиев, Анналы   Марыйская область
6. Мамедов, Джумакулы   Чарджоуская область
7. Мамедова, Акбиби   Чарджоуская область
8. Мамедова, Базаргул   Чарджоуская область
9. Мамедова, Джерен   Ташаузская область
10. Мамедова, Огулджемал   Ашхабадская область
11. Мамиева, Тамара Туваковна  Ашхабад
12. Маралиева, Огулбабек   Ашхабадская область
13. Матанов, Байрамклыч   Ташаузская область
14. Махремов, Джумакулы   Чарджоуская область
15. Машерипова, Сере   Ташаузская область
16. Медведев, Михаил Фёдорович  Чарджоуская область
17. Мередова, Айбике Дурдыевна  Чарджоуская область
18. Меретдурдыева, Огулджума   Марыйская область
19. Михайлов, Владимир Васильевич[уточнить] Ашхабадская область
20. Мищенко, Георгий Сергеевич  Марыйская область
21. Мовламов, Сетдар   Ашхабадская область
22. Моллаев, Кабе   Ташаузская область
23. Моллаева, Майя   Ашхабадская область
24. Моммадов, Оразгельды   Марыйская область
25. Моммыева, Огулменли   Ташаузская область
26. Муравкина, Любовь Ивановна  Ашхабад
27. Мурадов, Сахат Непесович  Ашхабад
28. Мурадова, Аксултан   Чарджоуская область
29. Муратназаров, Меред   Ташаузская область
30. Муртазакулов, Имамкули   Чарджоуская область
31. Муртазакулов, Константин Аллаярович  Чарджоуская область
32. Мустаков, Джумагельды   Чарджоуская область
33. Мухаммедкулиев, Байлы   Ташаузская область
34. Мухаммедов, Ашир   Чарджоуская область
35. Мухаммедова, Акджагул   Ашхабадская область

## Н
1. Назарова, Огулширин   Марыйская область
2. Нармедов, Сеитмет   Ташаузская область
3. Нафиков, Равиль Энверович  Ашхабадская область
4. Непесова, Боссан   Красноводская область
5. Нешумов, Юрий Алексеевич  Ашхабадская область
6. Ниязов, Язтувак   Красноводская область
7. Нурмухаммедов, Реджеп   Марыйская область
8. Нурмухаммедова, Нурбиби   Марыйская область
9. Нурмухаммедова, Энеджан   Марыйская область
10. Нурыев, Мамет Ташаузская область
11. Нурягдыев, Меред Кулиевич  Ташаузская область
12. Нуштаев, Владимир Васильевич  Ашхабадская область

## О
1. Овезова, Айджемал   Чарджоуская область
2. Овезова, Дурсун   Ташаузская область
3. Овезова, Яздурсун   Марыйская область
4. Овлякулиев, Ёллы   Марыйская область
5. Овчаренко, Василий Сергеевич  Марыйская область
6. Ораев, Кувват   Ташаузская область
7. Оразкулиева, Огулбабек   Красноводская область
8. Оразмамедов, Сапармамед   Марыйская область
9. Оразмухаммедов, Нуры   Марыйская область
10. Оразмухамедов, Ораз Назарович  Марыйская область
11. Отчерцов, Валерий Георгиевич  Чарджоуская область

## П
1. Пальванова, Биби Пальвановна Ашхабадская область
2. Пахомов, Владимир Фёдорович  Ашхабад
3. Пашикова, Амангёзел   Ашхабадская область
4. Переудин, Виктор Михайлович  Ташаузская область
5. Пименова, Любовь Михайловна  Марыйская область
6. Пиркулиев, Агалы   Чарджоуская область
7. Пирлиева, Сона   Чарджоуская область
8. Полукарова, Мария Семёновна  Ашхабад
9. Поляков, Валерий Владимирович  Ташаузская область
10. Пономарёв, Валентин Александрович  Ашхабад
11. Попова, Зинаида Николаевна  Ашхабад

## Р
1. Расулова, Джумагул   Чарджоуская область
2. Рау, Александр Михайлович  Чарджоуская область
3. Рахимов, Тачмухаммед   Красноводская область
4. Рашевский, Леонид Иванович  Марыйская область
5. Ребрик, Виктор Николаевич  Красноводская область
6. Реджебов, Кичи   Марыйская область
7. Реджебова, Кабе   Ташаузская область
8. Розметов, Садулла   Ташаузская область
9. Рыбалов, Ефим Григорьевич  Чарджоуская область
10. Ряснов, Анатолий Васильевич  Ашхабад

## С
1. Сабиров, Куранбай   Ташаузская область
2. Сабиров, Якуб   Ташаузская область
3. Сабирова, Огулгерек   Красноводская область
4. Савиева, Валентина Васильевна  Красноводская область
5. Савченко, Вячеслав Васильевич  Чарджоуская область
6. Садыков, Мурад   Ташаузская область
7. Сапарова, Балмекен   Ташаузская область
8. Сапарова, Халтач   Ташаузская область
9. Сарыев, Беркели   Ташаузская область
10. Сарыева, Огулширин   Ашхабадская область
11. Сафиулина, Гелжиян Накатдиновна  Красноводская область
12. Сахатдурдыева, Амангёзел   Марыйская область
13. Сахатмурадов, Клычдурды   Марыйская область
14. Сахбетов, Осман   Чарджоуская область
15. Сахетлиев, Тачмухаммед   Чарджоуская область
16. Сеидова, Кейкен   Ташаузская область
17. Сергиенко, Вера Филипповна  Красноводская область
18. Сопыев, Муратберды   Ашхабадская область
19. Суюнов, Назар Тойлиевич  Чарджоуская область
20. Союнязова, Агабег   Чарджоуская область
21. Султанмурадов, Байлы   Красноводская область
22. Султанова, Даме   Ташаузская область
23. Суханов, Ходжаназар   Ташаузская область
24. Суханова, Эджекыз   Марыйская область

## Т
1. Танныева, Курбангул   Красноводская область
2. Ташанова, Огултач   Красноводская область
3. Тедженова, Аджапсултан   Марыйская область
4. Текаева, Нопар   Ашхабадская область
5. Текаева, Тазегул   Ашхабад
6. Тельков, Николай Тихонович  Ашхабад
7. Терентьев, Александр Владимирович  Красноводская область
8. Токарев, Сергей Павлович  Ашхабад
9. Трухачёва, Полина Григорьевна  Чарджоуская область

## У
1. Утаев, Шадовлет   Чарджоуская область

## Х
1. Хайдаров, Бахрем   Ашхабадская область
2. Халмурадова, Дурдыхал   Чарджоуская область
3. Халовезов, Чары   Ашхабад
4. Ханаев, Какалы   Чарджоуская область
5. Ханамов, Чары   Ашхабадская область
6. Ханкулиев, Хаджикули   Красноводская область
7. Ханов, Байрам   Марыйская область
8. Харьков, Владимир Алексеевич  Чарджоуская область
9. Хасанова, Тазегул   Чарджоуская область
10. Хатамов, Ахмед   Чарджоуская область
11. Хакимов, Джумакулы   Чарджоуская область
12. Хидырова, Дурсун   Ашхабадская область
13. Хидырова, Инкар   Красноводская область
14. Ходжагельдыев, Иламан   Марыйская область
15. Ходжаев, Ёмут   Марыйская область
16. Ходжаева, Улбиби   Красноводская область
17. Ходжакулиев, Гельды   Красноводская область
18. Ходжамамедов, Какаджан   Чарджоуская область
19. Ходжаниязов, Малик   Ашхабадская область
20. Худайбердиев, Розыкулы   Чарджоуская область
21. Худайбердыева, Шасенем   Чарджоуская область
22. Хусаинова, Арам   Чарджоуская область

## Ч
1. Чагилов, Кемен   Красноводская область
2. Чанлиев, Овез   Марыйская область
3. Чарыев, Абил   Ашхабадская область
4. Чарыев, Ата   Ашхабадская область
5. Чарыева, Зульфия   Чарджоуская область
6. Чашемов, Избасты   Ташаузская область
7. Чижикова, Галина Григорьевна  Ашхабадская область
8. Чореклиев, Тойлы   Чарджоуская область

## Ш
1. Шабасанов, Махтум Кули Караевич Ашхабад
2. Шамедов, Гельдымат   Ташаузская область
3. Шамиева, Шерапат   Чарджоуская область
4. Шепиева, Огулкурбан   Ашхабадская область
5. Шестаков, Ким Ефимович  Красноводская область
6. Шмидт, Михаил Гербертович  Чарджоуская область

## Щ
1. Щукин, Николай Осипович  Марыйская область

## Э
1. Эгембергенова, Амангул   Ташаузская область
2. Эрсарыев, Оразгельды   Ташаузская область
3. Эсенов, Рахим Махтумович  Ташаузская область

## Ю
1. Юзбашиев, Сайловгельды   Ашхабадская область
2. Юсупов, Мусур   Чарджоуская область

## Я
1. Язкулиев, Баллы   Ташаузская область
2. Язмухаммедов, Ата   Марыйская область
3. Яраданов, Дурды   Чарджоуская область

## Источник
- Список